# Listy ciemnych mężów

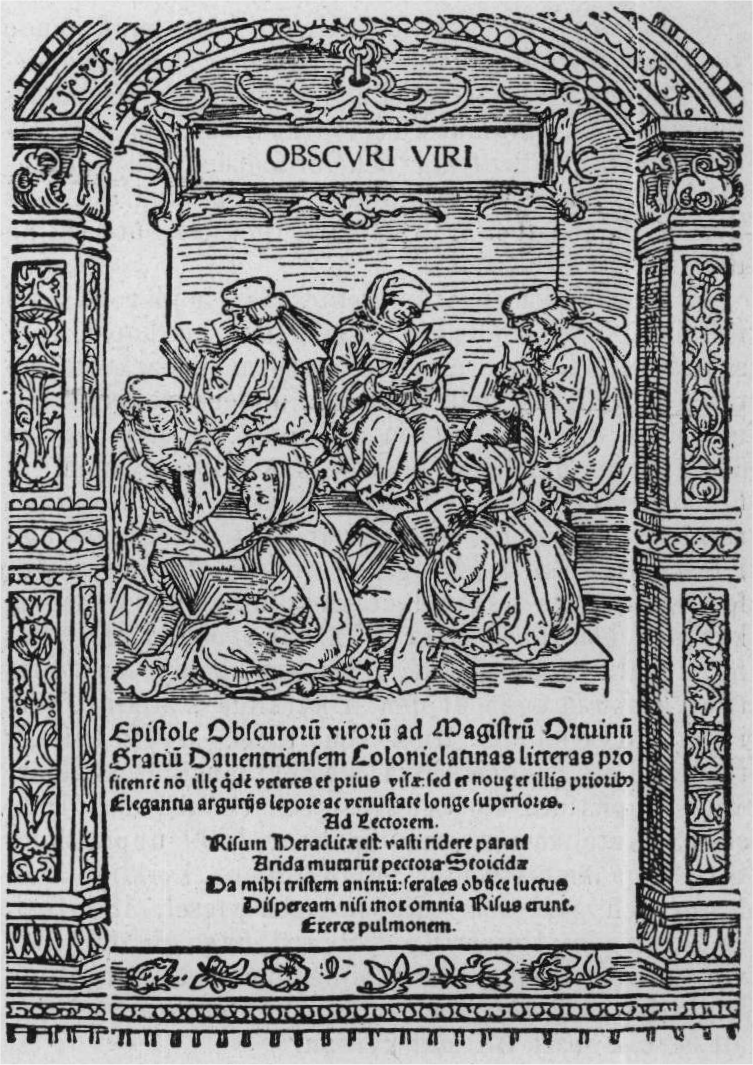
Wydanie z 1517

Listy ciemnych mężów (łac. Epistolae obscurorum virorum, EOV) – zbiór satyrycznych listów łacińskich powstałych w Niemczech na początku XVI w.
Bezpośrednim motywem powstania listów była obrona hebraisty Jana Reuchlina. W wielkim ruchu umysłowym niemieckiego renesansu, którego najwyższe natężenie w Niemczech nastąpiło na początku XVI w., rzecznicy postępu zaatakowali duchowieństwo, zwłaszcza zakonne i uniwersytety, np. dominikanów z Kolonii, przypisując im skostniałą uczoność i niski poziom umysłowy i moralny. Po sukcesie Listy ciemnych mężów von Hutten został nadwornym poetą cesarza Maksymiliana I Habsburga.
Tom pierwszy EOV ukazał się trzykrotnie. W 1515 i 1516 zawierał 41 listów; trzecie wydanie, również z 1516 jest poszerzone o 7 listów, czyli jest ich w nim łącznie 48. W roku 1517 ukazuje się drugi tom, obejmujący 62 listy; w tym samym roku, ukazuje się drugie wydanie drugiego tomu, poszerzone o 8 listów. Ten dwutomowy rozszerzony zespół można uważać za zbiór „klasyczny”. Blisko 2 wieki później, w 1689 r., ukazał się tom trzeci, naśladujący dwa pierwsze.
Listy ciemnych mężów są dziełem anonimowym, i to tak dalece, że nawet podane jest mylące miejsce druku i nazwisko drukarza, również niewiele daje określenie roku wydania, bo zwrot anno quo supra - roku jak wyżej, niczego w istocie nie oznacza. Wyszły one spod pióra literatów i uczonych humanistów, nie są one jednak utworem który by nie był związany z ówczesną literaturą i tendencjami, jakie panowały w społeczeństwie owej epoki. Dziś wiemy już, iż "listy pisali" m.in. Ulrich von Hutten, Jan Jäger oraz Herman Busch. Istnieje też podejrzenie, że autorem któregoś z listów mógł być Marcin Luter.